# Kerbal Space Program 2
Kerbal Space Program 2 (з англ. — «Космічна програма Кербала 2») скор. KSP 2) — комп'ютерна гра в жанрі космічний симулятор, що розробляється студією Star Theory Games (раніше Uber Entertainment) і видається Private Division на ПК і консолі PlayStation 4 і Xbox One . Гра є прямим продовженням Kerbal Space Program, що вперше вийшла 2011 року. У сиквелі заявлена підтримка модифікацій і багатокористувацького режиму. Kerbal Space Program 2 анонсована 19 серпня 2019 року на виставці gamescom 2019, вихід був спланований на початок 2020 року, проте компанія Take-Two перенесла дату виходу, через що гра має вийти 24 лютого 2023 року.

## Зміни
У гру буде додано можливість будівництва колоній, а також видобуток нових різноманітних ресурсів, необхідних для підтримки поселення. Також в грі буде продемонстровано нові види палива і ракетних двигунів. Буде можливість подорожувати до інших зоряних систем.
Розробники заявляють, що у грі буде поліпшена графіка, перероблено навчання і додана багатокористувацька гра.